# 트라카이성

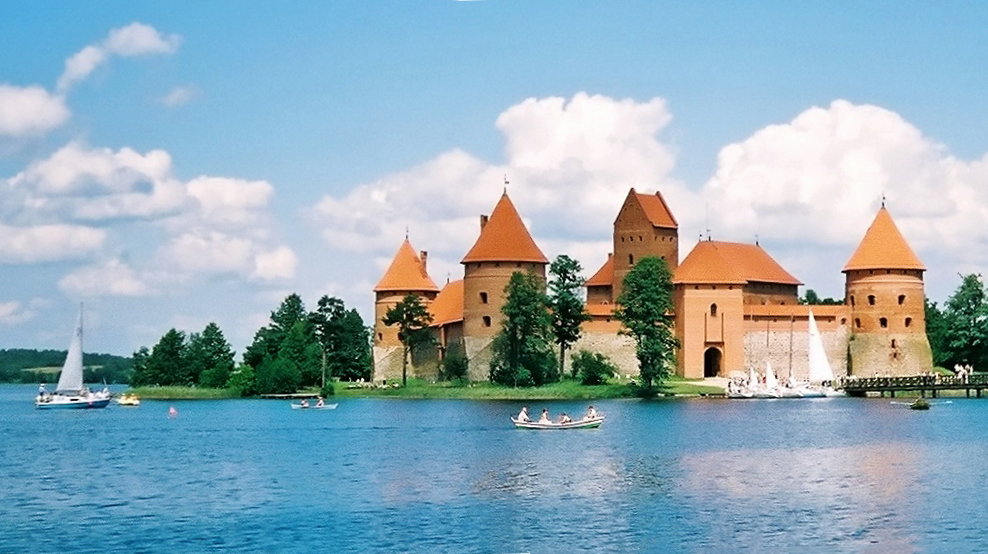
트라카이도성

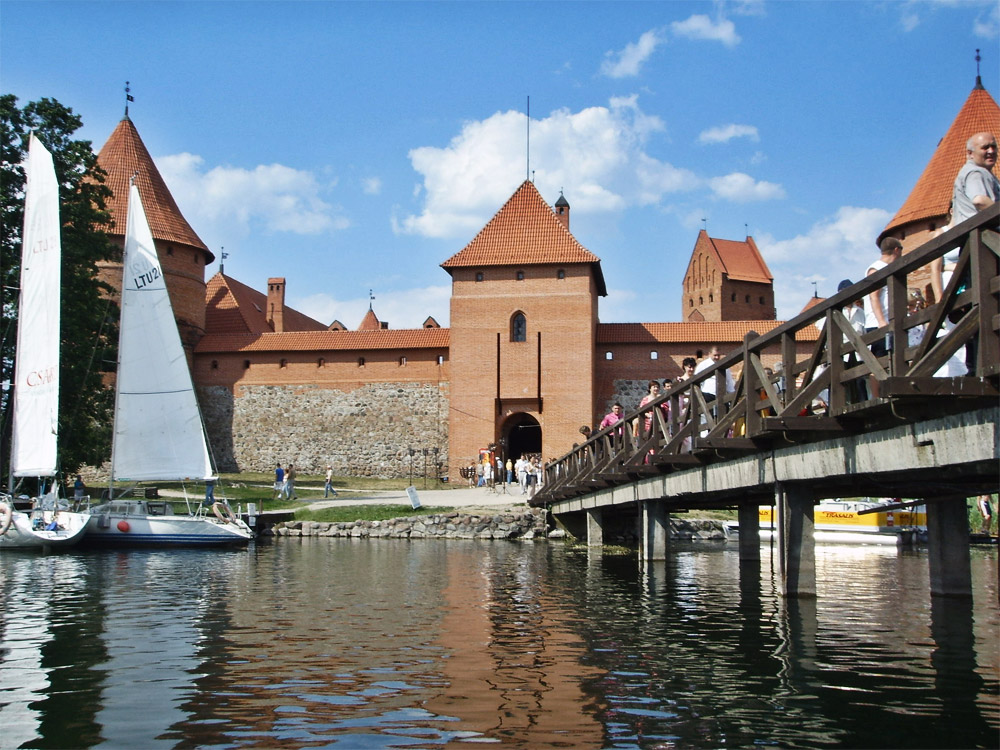
트라카이도성과 다리

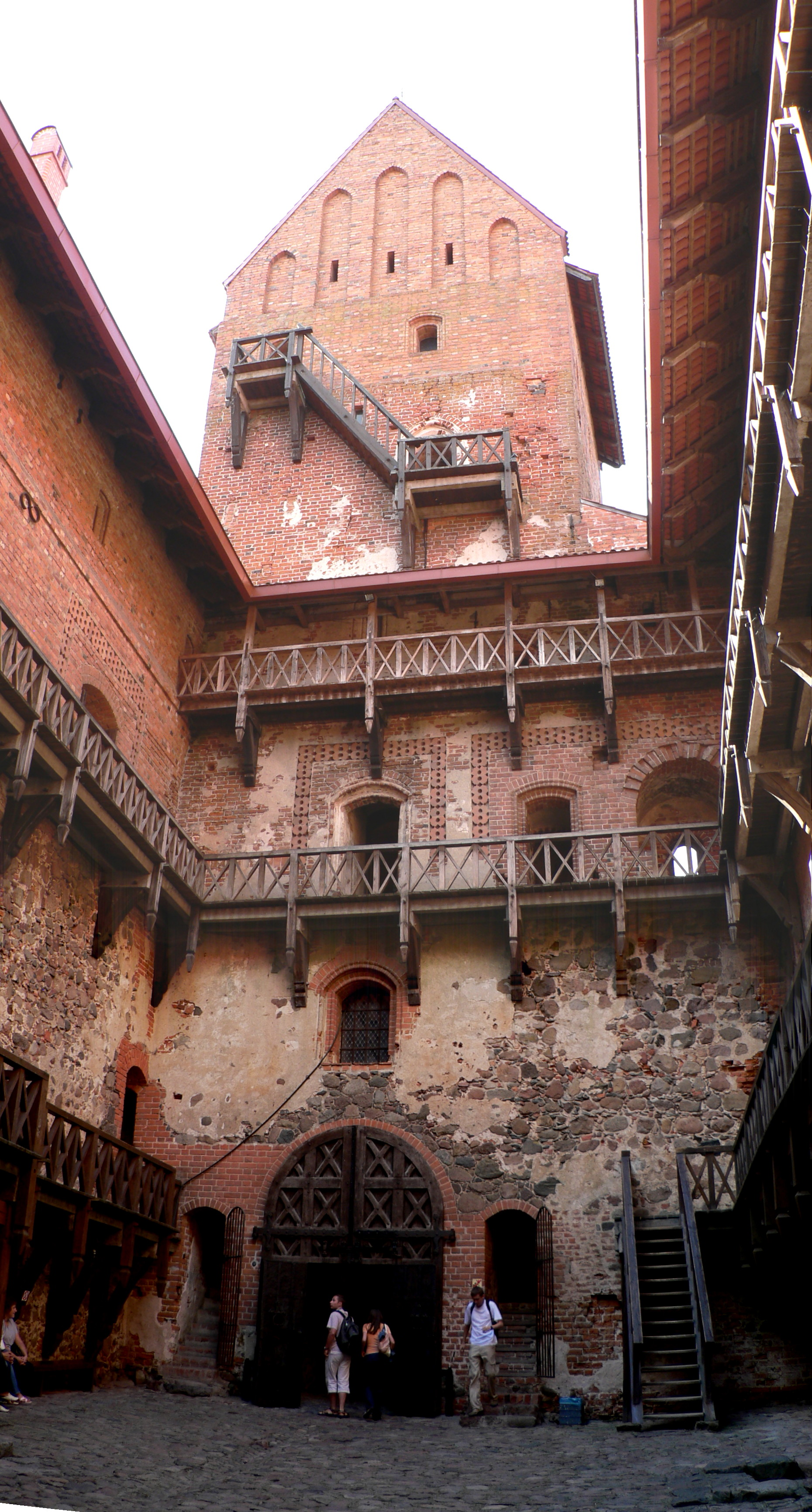
트라카이도성의 공작궁의 목조 회랑

트라카이도성(리투아니아어: Trakų salos pilis)은 리투아니아 트라카이에 위치한 성이다. 갈베 호(Galvė)에 위치한 섬에 위치한다. 14세기에 리투아니아의 켕스투티스(Kęstutis) 대공에 의해 공사가 시작되었으며 1430년에 그의 아들인 비타우타스(Vytautas) 대공에 의해 준공되었다. 리투아니아 대공국의 중심지로서 전략적으로 중요한 지점에 위치했다.

## 건설

### 1단계
트라카이성은 3단계에 걸쳐 건설되었다. 14세기 후반에 있었던 트라카이성의 1단계 공사에서는 켕스투티스 대공에 의해 호수 위에 위치한 3개 섬 중에서 가장 큰 섬 위에 건설되었다. 켕스투티스는 자신의 관저와 보물 창고를 트라카이성으로 이동했다.
1377년 튜턴 기사단의 공격으로 파괴되었다. 켕스투티스가 암살된 이후에 요가일라(Jogaila, 폴란드의 브와디스와프 2세 국왕) 대공과 비타우타스는 리투아니아 대공의 자리를 놓고 권력 투쟁을 벌였다. 당시 트라카이성은 요가일라와 비타우타스 양측으로부터 포위되어 있었다. 요가일라와 비타우타스가 화해하면서 트라카이성의 2단계 공사가 시작되었고 1409년까지 계속되었다.

### 2단계
트라카이성의 2단계 건설에서는 2개 건물에 날개 부분이 추가되었고 남쪽에는 6층 규모의 천수각이 건설되었다. 높이가 35m에 달하는 이 천수각은 트라카이성을 구성하는 건물과 선수루를 나누었는데 이들 사이에는 이동이 가능한 문이 설치되어 있었다.
천수각은 여러 용도로 사용되었지만 그 외의 방어용 건축물 기능도 갖고 있었고 예배당, 생활 주거 공간도 갖추고 있었다. 또한 구내 뜰에 있던 여러 층의 공작궁과 연결되었다. 공작궁의 정원 안에는 내부의 벽 주변에 나무로 된 회랑이 있었다. 이들은 궁전 내부로 들어가지 않고도 다양한 지원 물자를 운반하기 위해 사용되었다.
2단계 건설에서는 붉은 고딕 벽돌이 사용되었다. 석제 벽돌은 건물의 기초, 건물 상부, 탑, 벽에만 사용되었다. 트라카이성에는 다양한 양식을 띤 장식이 사용되었는데 유리 타일로 만든 지붕, 구운 벽돌, 스테인드 글라스 창문이 사용되었다. 2단계 공사 이후의 전체 양식은 로마네스크 건축 양식을 포함한 고딕 건축 양식을 띠었다.

### 3단계
트라카이성의 3단계 건설은 15세기 초에 시작되었다. 선수루의 벽에는 회랑이 설치되었고 두께 또한 2.5m로 강화되었다. 3개의 대형 방어탑은 트라카이성의 구석에 건설되었으며 특히 남쪽 탑은 감옥으로도 사용되었다.
구내에 위치한 탑의 꼭대기는 병사를 향하도록 조성되어 있었고 많은 대포를 설치할 수 있었다. 중심이 된 문루는 공작궁과 마찬가지로 이동이 가능한 문이 설치되었다. 이 문루는 회랑용으로 사용하기 위해 보강되었다. 또한 내부의 벽 인근에는 몇 개의 건물이 건설되었는데 이 중에는 마구간, 주방 등이 포함되었다.
15세기에 트라카이성이 확장되었을 때 갈베 호의 수면 높이는 현재의 높이보다 몇 미터 정도 높은 편이었다. 트라카이성의 건설자들은 작은 보트가 지나갈 정도의 폭으로 만든 참호를 이용해서 공작궁과 선수루를 나누어 호수를 이용했다. 이 참호는 적군이 트라카이성을 습격했을 때 일어나는 문과 접속되어 있었다.

## 황폐와 재건
17세기에 일어난 폴란드-리투아니아 연방과 모스크바 대공국 간의 전쟁으로 인해 트라카이성은 크게 파괴되었다. 19세기에는 리투아니아를 지배하고 있던 러시아 제국 당국이 트라카이성 재건 계획을 마련했다. 1888년에는 트라카이성의 잔해 조사가 시작되었고 1905년에는 러시아 제국의 관리들이 트라카이성의 일부를 복원하기로 결정했다.
제1차 세계 대전 중에는 독일인 전문가들이 파견되면서 트라카이성의 복원을 여러 차례 시도했다. 1935년부터 1941년까지 공작궁의 벽의 일부가 보강되었고 트라카이성의 남동쪽에 위치한 선수루의 탑과 그 벽의 일부가 복원되었다. 리투아니아와 폴란드에서 온 건축물 보호주의자들도 복원 공사에 착수했지만 계속되는 전쟁으로 인해 공사가 중단되었다.
1946년 제2차 세계 대전의 종전과 함께 대규모 재건 계획이 시작되었고 1951년부터 1952년까지 공사가 크게 진행되었다. 1961년에 재건 공사의 대부분이 마무리되었고 트라카이성은 15세기의 건축 양식대로 건설되었다.